# 公道

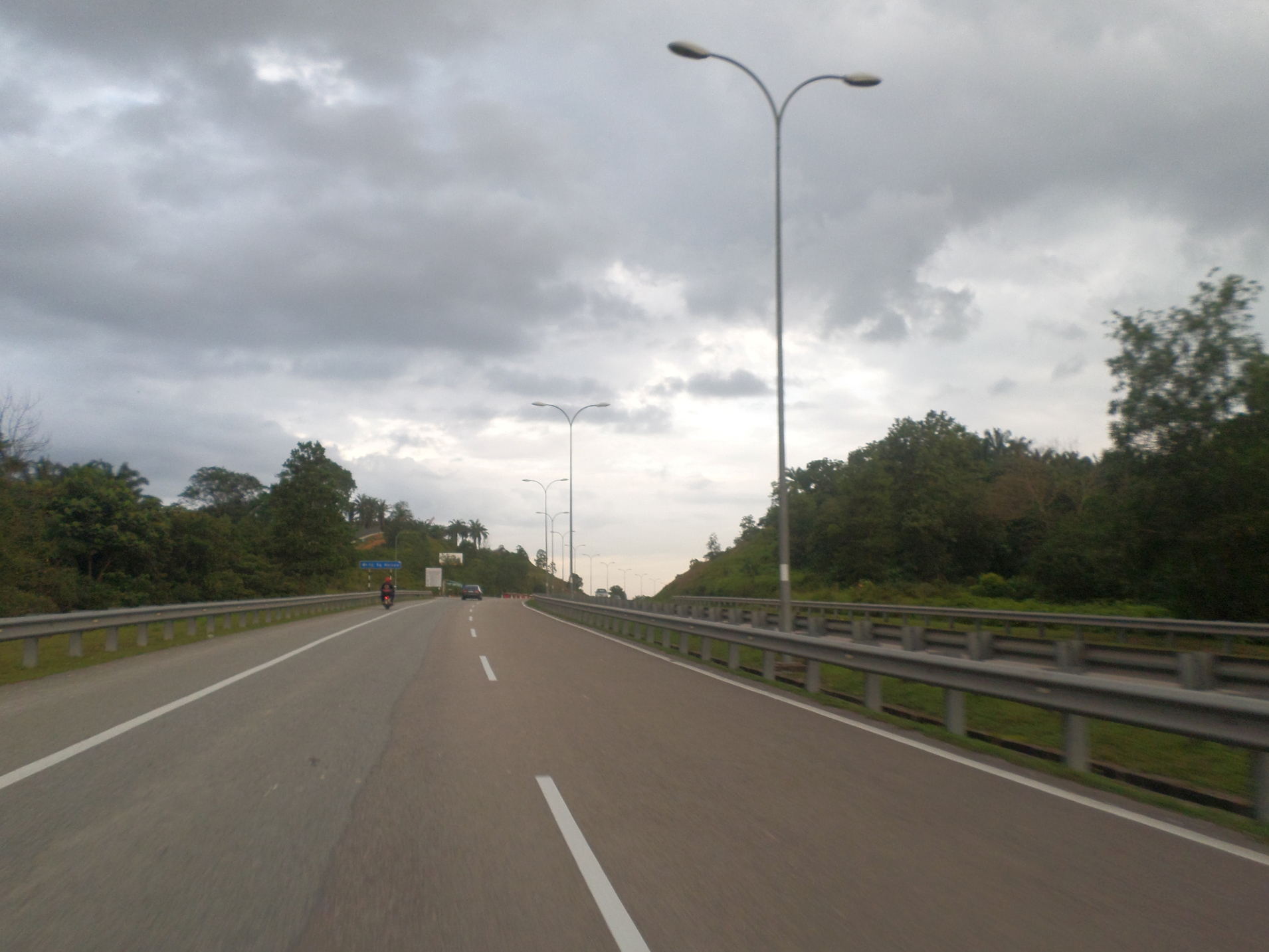
公道

公道（こうどう）とは、私道に対する概念である。

## 日本における公道
狭義における公道は、道路法で「一般交通の用に供する道」と定義する次の道路のことで、道路法に基づく国が指定する道路を国道（高速自動車国道と一般国道）、都道府県が指定する道路を都道府県道、市町村や特別区が指定する道路を市区町村道という。
また、広義における公道とは、高速道路など道路法に基づく道路だけでなく、農林水産省が指定する農道や林道のほか、自転車道、自然歩道も公道に準ずる存在である。
公道に含まれる各種の道路の目的や定義はそれぞれで異なり、管理する組織も異なる。なお、道路法に基づく指定者と管理者は同じとは限らず、主要でない国道の管理を県が行なったり、政令指定都市域内の都道府県道の管理が市であるなどの場合もある（詳しくは道路管理者を参照のこと）。
公道においては道路交通法が適用される。
なお、公道に対し、個人や民間法人などが所有管理しているものを私道という。私道には原則として道路交通法は適用されないが、道路交通法第2条は道路を「道路法、道路運送法に規定する道路などの他、一般交通の用に供するその他の場所」としているため、私道であっても「一般交通の用に供するその他の場所」にあたる状態にあれば道路交通法の適用を受けることがあり得る。

## 英国における公道
中世のイギリスでは公道行政は有料道路委員会（Turnpike trustees）や教区が行っていた。しかし、1862年の公道法（Highway act）により、広域の公道区（Highway district）を行政区域として、公道委員会（Highway Board）が管理し、そのために公道税（Highway Rate）が賦課されることになった。